# Fair-Weather Fans
"The Fairweather Fans" é a primeira música solo de Ronnie Radke. A canção foi lançada em 31 de maio de 2013 e é descrita como "Uma canção que Ronnie fez dedicado a todas as pessoas que não acreditavam nele". A canção é um rap, foi lançada logo após "Alone", o qual lançou com Falling in Reverse. Em "The Fairweather Fans" Radke fala de sua vida passada e presente, o qual já é um tema muito discutido on-line.Metalholic fala que, "as letras são muito instigantes", "como se pode esperar de qualquer coisa Radke, ele cria o refrão extremamente forte e certamente possui a habilidade de criar um requintado fraseado lírico e musical".